# (424200) Tonicelia
(424200) Tonicelia est un astéroïde de la ceinture principale.

## Description
(424200) Tonicelia est un astéroïde de la ceinture principale. Il fut découvert le 12 juillet 2007 à La Sagra par l'observatoire astronomique de Majorque. Il présente une orbite caractérisée par un demi-grand axe de 3,10 UA, une excentricité de 0,18 et une inclinaison de 21,3° par rapport à l'écliptique.